# Gudrun Perko

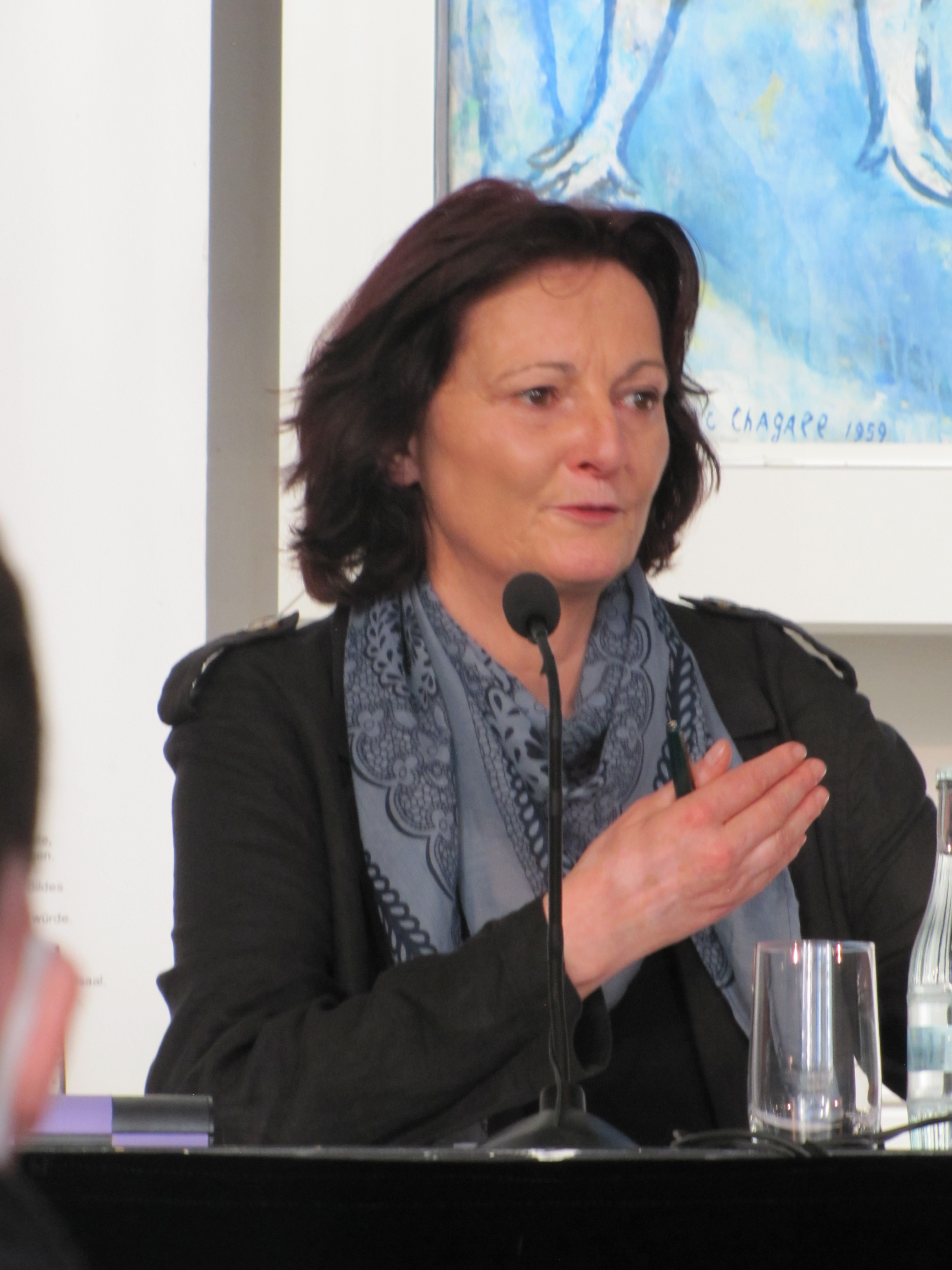
Gudrun Perko 2021

Gudrun Perko (* 16. Dezember 1962 in Knappenberg, Kärnten) ist eine österreichische Philosophin, Sozialarbeiterin, Publizistin und Professorin für Sozialwissenschaften an der FH Potsdam.

## Leben
Gudrun Perko besuchte von 1982 bis '85 die Akademie für Sozialarbeit der Stadt Wien und schloss ihr Studium mit Diplom ab. Sie studierte ab 1986 Philosophie an der Universität Wien und wurde 1996 bei Franz Martin Wimmer mit einer Dissertation zum Thema Angst im Übermaß. Philosophische Reflexionen über Gestaltungen der Angst im Hinblick auf die Geschlechterverhältnisse mit Auszeichnung zum Doktor der Philosophie promoviert. Von 1982 bis 2000 arbeitete Perko in verschiedenen Bereichen der Sozialarbeit, wie Jugendzentren, psychosozialer Dienst und Biografiearbeit mit Frauen.
Perko begann 1993 zu publizieren und Forschungsprojekte durchzuführen. Sie veröffentlichte sowohl politisch-philosophische Werke, darunter zur Queer-Theorie, als auch Lehrbücher und Handbücher zu theoretischen Grundlagen, Methoden und praktischen Umsetzungsmöglichkeiten einer gendergerechten Sozialen Arbeit.
1996 gründete Gudrun Perko das Institut für Wissenschaftscoaching, philosophische Weiterbildung und Mediation und war nach einer Weiterbildung an der Alice-Salomon-Hochschule auch als freie Konflikt-Mediatorin tätig. Angeregt durch das an der University of Massachusetts ausgearbeitete pädagogische Konzept „Diversity and Social Justice Education“ entwarf sie zusammen mit Leah Carola Czollek ein „Social Justice und Diversity“ Training für den deutschsprachigen Raum. Mit Czollek und Heike Weinbach gründete sie 2005 das Institut Social Justice und Diversity, das berufsbegleitende Weiterbildung für Fachkräfte in sozialen Institutionen durchführt unter anderem in Kooperation mit dem DGB-Bildungswerk, der Alice-Salomon-Hochschule Berlin und seit 2012 der Fachhochschule Potsdam. 2019 wurde es umbenannt in Institut Social Justice und Radical Diversity.
Sie war von 1997 bis 2013 als Lehrbeauftragte am Institut für Philosophie und Soziologie an der Universität Wien und der Alice Salomon Hochschule Berlin tätig. 2013 übernahm sie an der Fachhochschule Potsdam eine Professur für Gender-Mainstreaming und Diversity Managing, 2017 wurde sie Professorin im Fachbereich Sozial- und Bildungswissenschaften mit den Schwerpunkten Gender, Diversity und Mediation.
Von 2017 bis 2020 war sie berufenes Mitglied der Ethikkommission im Deutschen Berufsverband für Soziale Arbeit e.V. (DBSH).
Sie lebt in Berlin.

## Schriften

### Als (Mit-)Autorin
- Aufschlüsse der Einbildungskraft. Auswirkungen und Wirkungsweisen der Phantasie, Centaurus Verlag, Pfaffenweiler 1993[4]
- Phänomene der Angst. Geschlecht – Geschichte – Gewalt (mit Alice Pechriggl), Reihe Frauenforschung Band 33, Wiener Frauenverlag, Wien 1996
- Queer-Theorien. Ethische, politische und logische Dimensionen plural-queeren Denkens, PapyRossa-Hochschulschriften Band 60, Köln 2005[5]
- Lehrbuch Gender und queer. Grundlagen, Methoden und Praxisfelder, (mit Leah Carola Czollek und Heike Weinbach), Juventa-Verlag, Weinheim, München 2009[6]
- Ethik für soziale Berufe (mit Ruth Großmaß), Schöningh, Paderborn 2011[7]
- Praxishandbuch Social Justice und Diversity. Theorien, Training, Methoden, Übungen, Beltz Juventa, Weinheim, Basel 2012[8]
- Eine Formel bleibt eine Formel… Gender/Queer und Diversity gerechte Didaktik an Hochschulen: ein intersektionaler Ansatz, mit Leah Carola Czollek, Hg. FH-Campus Wien, überarbeitete Neuauflage (Erstveröffentlichung 2008), Wien 2015
- Pluralität – Konfliktpotentiale – Maßnahmen. Leitfaden für die Umsetzung von Diversity an Hochschulen, Reihe: Atmosphäre der Anerkennung, Hg. Gleichstellungsrat der Fachhochschule Potsdam, Potsdam 2017
- Leah Carola Czollek/Gudrun Perko/Corinne Kaszner/Max Czollek: Praxishandbuch Social Justice und Diversity. Theorien, Training, Methoden, Übungen  (2., vollständig überarbeitete und erweiterte Auflage), Beltz/Juventa, Weinheim Basel 2019
- Gudrun Perko: Social Justice und Radical Diversity. Veränderungs- und Handlungsstrategien, Beltz/Juventa, Weinheim Basel 2020

### Als (Mit-)Herausgeberin
- Mutterwitz. Das Phänomen Mutter – Eine Gestaltung zwischen Ohnmacht und Allmacht, Milena Verlag, Wien 1998 (zweite Auflage 2001)[9]
- Mahlzeit. Frauen zwischen Siebzig und Hundert erzählen aus ihren Erinnerungen, Milena Verlag, Wien 2000
- Verständigung in finsteren Zeiten. Interkulturelle Dialoge statt »Clash of Civilizations«, PapyRossa, Köln 2003. Darin: Gudrun Perko: Respektvolle Umgänge. Über den Dialog, die Idee des Dialogischen und die Rolle der Imagination – von Sokrates zu Arendt und Castoriadis, S. 14–43.[10][11]
- Schnittstelle Lehren und Coachen (mit Katharina Pewny und Regina Trotz), Projektzentrum Frauenförderung der Universität Wien 2003
- Lust am Denken. Queeres jenseits kultureller Verortungen. Das Befragen von Queer-Theorien und queerer Praxis hinsichtlich ihrer Übertragbarkeit auf verschiedene gesellschaftspolitische Bereiche (mit Leah Carola Czollek), PapyRossa-Hochschulschriften Band. 53, Köln 2004. Volltext auf pdf
- Wissenschaftliches Schreiben in der Hochschullehre. Reflexionen, Desiderate, Konzepte (mit Walter Kissling), Studienverlag Innsbruck 2006
- Social Justice als soziales und politisches Projekt, Zeitschrift: Quer. denken lesen schreiben, gem. mit dem Frauenrat und der Frauenbeauftragten der Alice-Salomon-Hochschule für Soziale Arbeit/Sozialpädagogik und Pflege/Pflegemanagement, Nr. 18/12, Berlin 2012
- Philosophie in der Sozialen Arbeit, Beltz/Juventa, Weinheim/München 2017. Darin: Gudrun Perko: Social Justice im Zeichen von Diversity, Pluralität und Perspektivenvielfalt: Philosophische Grundlagen für eine diskriminierungskritische Soziale Arbeit
- Antisemitismus als Aufgabe für die Schulsozialarbeit. Expert_innen im Gespräch, Beltz Juventa, Weinheim/Basel 2021, ISBN 978-3-7799-6468-1